# Třída Blas de Lezo
Třída Blas de Lezo byla třída lehkých křižníků španělského námořnictva. Celkem byly postaveny dvě jednotky této třídy. Představovaly derivát lehkých křižníků britské třídy Caledon, typických lehkých křižníků z období první světové války. Ve službě byly v letech 1917–1963. Jeden ztroskotal již v roce 1932. Druhý se dočkal nasazení ve španělské občanské válce a vyřazen byl až roku 1963.

## Stavba
Stavba dvou křižníků této třídy byla schválena roku 1915. Jejich konstrukce byla odvozena od lehkých křižníků britské třídy Caledon (podskupina rozsáhlé třídy C). Stavbu křižníků zajistila loděnice Sociedad Española de Construcción Naval (SECN) ve Ferrolu. Křižníky dostaly jména Méndez Núñes a Blas de Lezo. Jejich kýly byly založeny roku 1917. Dne 6. března 1922 si obě plavidla vyměnila jména. Do služby byly přijaty v letech 1924–1925.
Jednotky třídy Blas de Lezo:
| Jméno                          | Loděnice | Založení kýlu | Spuštěn           | Vstup do služby | Osud                                                 |
| ------------------------------ | -------- | ------------- | ----------------- | --------------- | ---------------------------------------------------- |
| Méndez Núñes (ex Blas de Lezo) | SECN     | 9. dubna 1917 | 27. července 1922 | 30. srpna 1924  | Vyřazen 1963.                                        |
| Blas de Lezo (ex Méndez Núñes) | SECN     | 28. září 1917 | 3. březen 1923    | 15. května 1925 | Dne 11. července 1932 ztroskotal v oblasti Fisterra. |

## Konstrukce

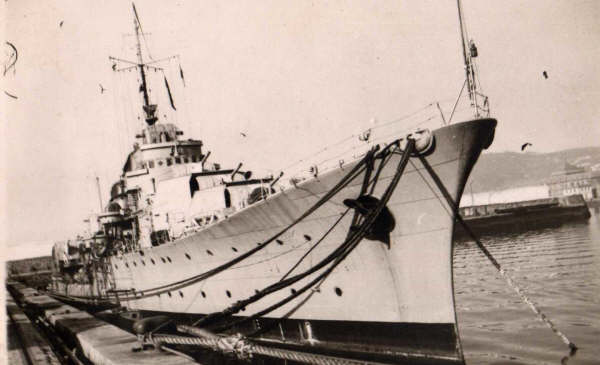
Mendez Nuñez

Hlavní výzbroj představovalo šest 152mm/50 kanónů Vickers Mk.V v jednohlavňové lafetaci. Jeden se nacházel na přídi, po jednom na levoboku a pravoboku za můstkem, dvěma na horní palubě a jedním na zádi. Jednalo se o děla s maximální elevací 15°, střílející projektil o váze 45,3 kg. Dále byl nesen jeden 76mm/19 kanón Vickers a čtyři samostatně lafetované protiletadlové 47mm kanóny Vickers Mk.I. Torpédovou výzbroj tvořily čtyři trojhlavňové 533mm torpédomety umístěné na hlavní palubě, dva na každém straně.
Křižníky chránilo lehké pancéřování. Boční pancéřový pás o síle 25–76 mm doplňovala 25mm pancéřová paluba. Velitelskou věž pak chránil 152mm pancíř. Pohonný systém tvořilo dvanáct kotlů Yarrow (šest na naftu a šest na uhlí) a čtyři turbíny Parsons o výkonu 45 000 hp, pohánějící čtyři lodní šrouby. Nejvyšší rychlost dosahovala 29 uzlů. Dosah byl 5000 námořních mil při rychlosti 13 uzlů.

### Modernizace
Křižník Mendez Nunez byl v letech 1943–1947 rozsáhle přestavěn v loděnici SECN ve Ferrolu do podoby protiletadlového křižníku. Všechna výzbroj byla demontována, nástavba odstraněna a nahrazena novou se dvěma komíny. Doplněny byly dva protiletadlové zaměřovače. Překvapivě nebyly kotle převedeny na čistě naftový provoz. Novou výzbroj tvořilo osm 120mm/45 kanónů Vickers Mk.F v jednoduché instalaci s maximální elevací 80°. Šest z nich bylo instalováno v ose lodi, tři vpředu a tři vzadu v třístupňové superpozici podobně, jako tomu bylo na britských křižnících třídy Dido nebo americké třídě Atlanta. Zbývající dvojice kanónů se nacházela na bocích. Menší ráže představovaly čtyři dvojité 37mm/83 kanóny SK C/30 a dva čtyřhlavňové 20mm/65 kanóny C/38. Torpédomety byly redukovány na dva trojité ráže 533 mm.

## Služba
Mendez Nunez sloužil nejprve u pobřeží Maroka na konci Riffské války. V roce 1927 byl nasazen v Číně na ochranu španělských zájmů během nepokojů v Šanghaji.
Na začátku španělské občanské války byl křižník v Rovníkové Guineji, a vrátil se domů, aby se přidal na stranu republikánů. Během tohoto konfliktu měl aktivní kariéru, účastnil se první bitvy u mysu Palos dne 25. dubna 1937, boje u mysu Chechel dne 7. srpna 1937 a druhé bitvy u mysu Palos, kdy byl potopen křižník Baleares. S koncem občanské války vyplula republikánská eskadra dne 5. března 1939 z Cartageny a byla internována v Bizerte až do konce konfliktu (duben), kdy Francie vrátila lodě zpět španělské vládě. Po přestavbě na protiletadlový křižník pak sloužil až do svého vyřazení v roce 1963.